# Chardogne
Chardogne je francouzská obec v departementu Meuse v regionu Grand Est. Žije zde 302 obyvatel.

## Geografie

### Sousední obce
| Růžice kompasu | Louppy-le-Château | Les Hauts-de-Chée |            | Růžice kompasu |
| Růžice kompasu | Val-d'Ornain      | Sever             | Vavincourt | Růžice kompasu |
| Růžice kompasu | Val-d'Ornain      | Chardogne         | Vavincourt | Růžice kompasu |
| Růžice kompasu | Val-d'Ornain      | Jih               | Vavincourt | Růžice kompasu |
| Růžice kompasu |                   | Fains-Véel        | Behonne    | Růžice kompasu |